# Ghiacciaio Bell
Il ghiacciaio Bell (in inglese Bell Glacier) è un ghiacciaio situato sulla costa Banzare, nella parte orientale della Terra di Wilkes, in Antartide. Il ghiacciaio fluisce verso nord fino a entrare nella baia di Maury, poco a est del ghiacciaio Blair.

## Storia
Il ghiacciaio Bell è stato mappato per la prima volta nel 1955 da G. D. Blodgett grazie a fotografie aeree scattate durante l'operazione Highjump, 1946-1947, ed è stato in seguito così battezzato dal Comitato consultivo dei nomi antartici in onore di Thomas G. Bell, nostromo a bordo del Peacock, uno sloop facente parte della Spedizione di Wilkes, 1838-42, ufficialmente conosciuta come "United States Exploring Expedition" e comandata da Charles Wilkes.